# Peter Arntz
Petrus Wilhelmus „Peter” Arntz (ur. 5 lutego 1953 w Leuth) – piłkarz holenderski grający na pozycji pomocnika.

## Kariera klubowa
Pierwszym klubem w karierze Arntza był Go Ahead Eagles z miasta Deventer. W barwach tego czterokrotnego mistrza Holandii zadebiutował jeszcze w 1970 roku mając 17 lat. W początkowych latach kariery miał jednak problemy z przebiciem się do składu i grał głównie jako rezerwowy. W podstawowej jedenastce Go Ahead Eagles Arntz zaczął grać w sezonie 1973/ 1974 i wtedy był jednym z najskuteczniejszych graczy swojej drużyny, gdy zdobył 9 goli w lidze, a w sezonie 1974/1975 – 7. W Go Ahead Eagles Arntz grał do 1976 r., klub w tym okresie był jednak jedynie średniakiem ligowym i nie osiągnął żadnych sukcesów.
Od lata 1976 Arntz był zawodnikiem jednej z czołowych drużyn Holandii, AZ Alkmaar. W 1978 roku zespół z Arntzem w pomocy wywalczył swój pierwszy w historii Puchar Holandii. Na kolejne sukcesy drużyna musiała czekać do 1981 roku, kiedy to jedyny raz w swojej historii została mistrzem Holandii (32 mecze i 3 gole Arntza), do tego dokładając kolejny puchar kraju. AZ dobrze spisał się także w Pucharze UEFA docierając aż do finału, w którym przegrał z Ipswich Town w dwumeczu (0:3, 4:2). W 1982 roku Peter po raz trzeci poprowadził AZ do zwycięstwa w krajowym pucharze, a rok później odszedł z drużyny po 8 latach gry w niej. W klubie z Alkmaaru Arntz grał do roku 1985 i wtedy w wieku 32 lat zakończył piłkarską karierę. Po jej zakończeniu został jednym ze scoutów w AZ.
| Sezon   | Klub            | Kraj     | Rozgrywki  | Mecze | Bramki |
| ------- | --------------- | -------- | ---------- | ----- | ------ |
| 1970/71 | Go Ahead Eagles | Holandia | Eredivisie | 7     | 0      |
| 1971/72 | Go Ahead Eagles | Holandia | Eredivisie | 23    | 1      |
| 1972/73 | Go Ahead Eagles | Holandia | Eredivisie | 21    | 1      |
| 1973/74 | Go Ahead Eagles | Holandia | Eredivisie | 33    | 9      |
| 1974/75 | Go Ahead Eagles | Holandia | Eredivisie | 33    | 7      |
| 1975/76 | Go Ahead Eagles | Holandia | Eredivisie | 34    | 5      |
| 1976/77 | AZ Alkmaar      | Holandia | Eredivisie | 30    | 5      |
| 1977/78 | AZ Alkmaar      | Holandia | Eredivisie | 33    | 2      |
| 1978/79 | AZ Alkmaar      | Holandia | Eredivisie | 33    | 0      |
| 1979/80 | AZ Alkmaar      | Holandia | Eredivisie | 33    | 1      |
| 1980/81 | AZ Alkmaar      | Holandia | Eredivisie | 32    | 3      |
| 1981/82 | AZ Alkmaar      | Holandia | Eredivisie | 20    | 1      |
| 1982/83 | AZ Alkmaar      | Holandia | Eredivisie | 27    | 0      |
| 1983/84 | AZ Alkmaar      | Holandia | Eredivisie | 25    | 0      |
| 1984/85 | AZ Alkmaar      | Holandia | Eredivisie | 27    | 0      |

## Kariera reprezentacyjna
W reprezentacji Holandii Arntz zadebiutował 30 kwietnia 1975 w przegranym 0:1 meczu z Belgią. Rok później znalazł się w kadrze na Mistrzostwa Europy w Jugosławii. Tam był jednak rezerwowym zawodnikiem drużyny i wystąpił w jednym meczu, o 3. miejsce, wygranym 3:2 po dogrywce z Jugosławią. W reprezentacji Holandii Arntz wystąpił w 5 meczach i nie zdobył żadnego gola.

## Sukcesy
- Mistrzostwo Holandii: 1981 z AZ
- Puchar Holandii: 1978, 1981, 1982 z AZ
- Finał Pucharu UEFA: 1981 z AZ
- 3. miejsce ME: 1976